# Neoseiulus muganicus
Neoseiulus muganicus är en spindeldjursart som först beskrevs av Abbasova 1970.  Neoseiulus muganicus ingår i släktet Neoseiulus och familjen Phytoseiidae. Inga underarter finns listade i Catalogue of Life.